# Mars (1784)
Lo HDMS Mars è stato un vascello da 64 cannoni in servizio tra il 1789 e il 1807 nella Reale Marina dei Regni di Danimarca e Norvegia

## Storia
Il vascello da 64 cannoni Mars, quinta unità della Classe Indfødsretten, venne progettato dall'ingegnere navale Henrik Gerner, fu costruito presso il cantiere navale di Christianshavn, venendo varato nel 1784 entrando in servizio attivo nella Kongelige danske marine nel 1789. Nel 1801 il Mars, al comando del kaptajn Niels Sehestedt Gyldenfeldt, partecipò alla prima battaglia di Copenaghen (2 aprile), inquadrata nella forza principale agli ordini del commodoro Olfert Fischer, ma trovandosi all'ingresso del porto della Capitale non entrò in battaglia.
Dopo l'esito infausto della seconda battaglia di Copenaghen (5 settembre 1807) la nave fu consegnata agli inglesi, ma dichiarata inutilizzabile data la vetustà, nell'ottobre 1807 si fermò presso l'isola di Saltholm dove venne incendiata.

### Fonti
1. 1 2 3  Tree Decks.
2. ↑  Garde 1852, p. 359.